# Steve Epting
Stephen Hardee Epting, né le 18 octobre 1963 dans le comté de Greene dans l'État américain de l'Ohio, est un dessinateur américain de comics surtout connu pour son travail sur les séries The Avengers et Captain America pour la firme Marvel Comics.

## Biographie
Steve Epting est diplômé de l'université de Caroline du Sud. Il détient un diplôme en design graphique. Sa carrière professionnelle débute en 1989 lorsqu'il commence à travailler pour l'éditeur de comic books First Comics. En 1991, First Comics ayant mis la clé sous la porte, Epting envoie des soumissions à d'autres éditeurs de bandes dessinées américaines. Il trouve du travail chez Marvel Comics où il dessine notamment Les Vengeurs (#335-339). Puis avec l'écrivain Bob Harras et l'encreur Tom Palmer, Epting dessine plusieurs aventures des Vengeurs entre les numéros 343 et 375. Puis il contribue à compter de 1994 à dessiner plusieurs histoires pour la franchise des séries des X-Men. 
Vers la fin des années 1990, Epting déménage chez DC Comics où il se met à la tâche pour les séries Superman et Aquaman. Puis il retourne chez Marvel Comics en 2000 sur Les Vengeurs. Parallèlement il se concentre aussi sur une maison d'édition de bande dessinée américaine nommée CrossGen. En 2005 c'est le grand retour chez Marvel où il connait le succès avec la relance de Captain America en compagnie d'Ed Brubaker. Ce retour pour cette série servira pour le scénario du film Captain America : Le Soldat de l'hiver. Par la suite Epting s'illustrera sur la série Les Quatre Fantastiques.